# Trépail
Trépail is een gemeente in het Franse departement Marne (regio Grand Est) en telt 462 inwoners (1999). De plaats maakt deel uit van het arrondissement Reims.
In Trépail eindigt de "Côte des Noirs", een gebied dat met vooral pinot noir en pinot meunier is beplant.

## Geografie
De oppervlakte van Trépail bedraagt 8,4 km², de bevolkingsdichtheid is 55,0 inwoners per km².
De onderstaande kaart toont de ligging van Trépail met de belangrijkste infrastructuur en aangrenzende gemeenten.

## Demografie
Onderstaande figuur toont het verloop van het inwonertal (bron: INSEE-tellingen).

## Afbeeldingen

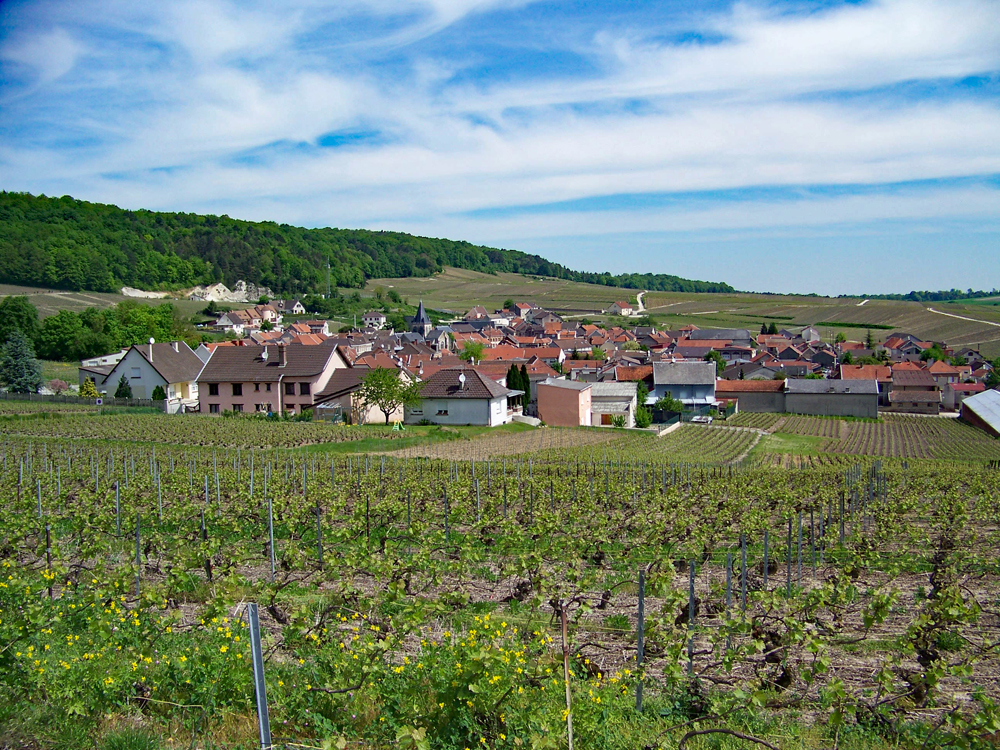
Gezicht op Trépail
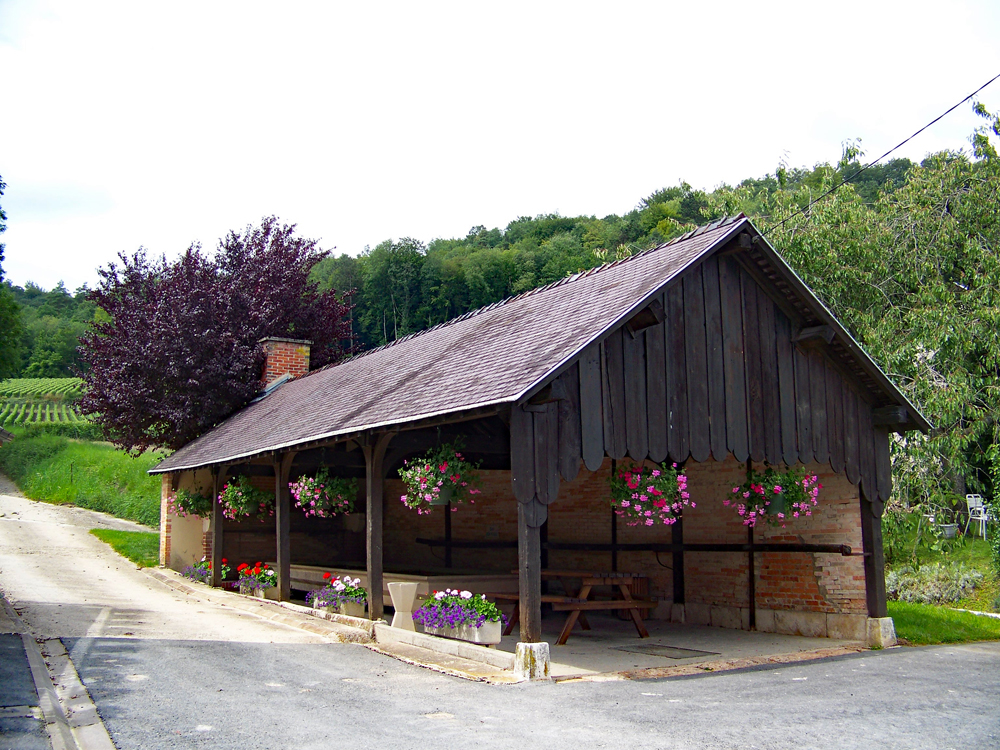
Lavoir
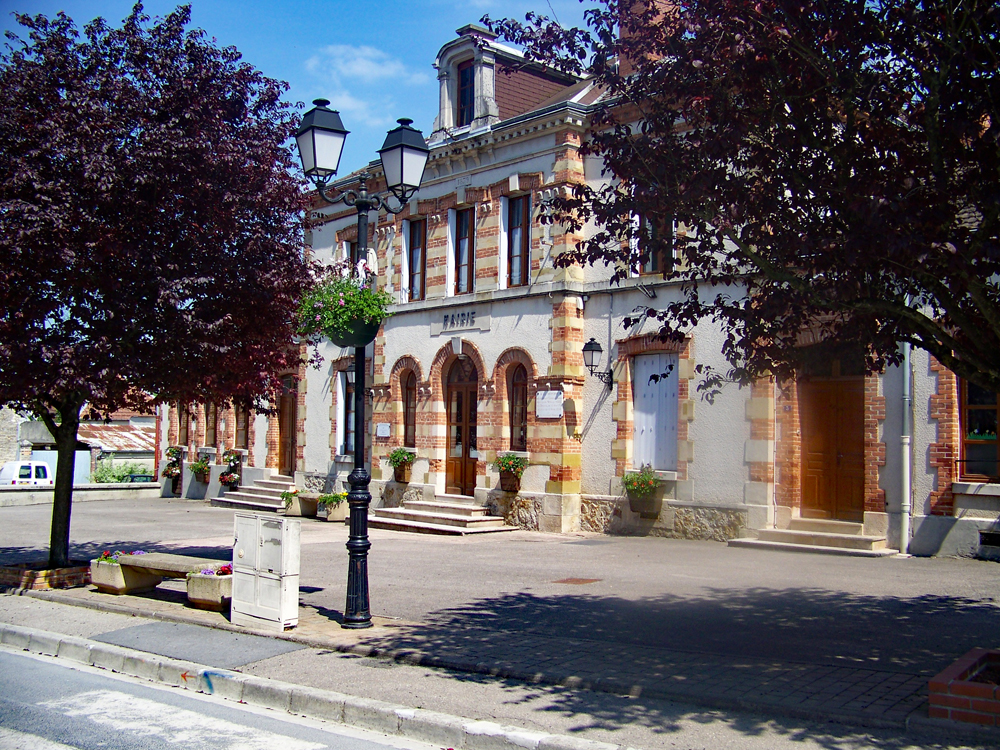
Gemeentehuis